# Vironchaux
Vironchaux é uma comuna francesa na região administrativa de Altos da França, no departamento de Somme. Estende-se por uma área de 16,14 km². Em 2010 a comuna tinha 503 habitantes (densidade: 31,2 hab./km²).